# Ведмідь кермодський
Кермодський ведмідь (Ursus americanus kermodei) — ссавець родини ведмедевих, підвид американського чорного ведмедя (Ursus americanus), який зустрічається в дощових лісах вздовж північного узбережжя канадської провінції Британська Колумбія. Цей ведмідь відомий також під назвою «Ведмідь-дух» (англ. spirit bear). Приблизно 10—20% цих ведмедів на деяких островах має білий або кремовий колір хутра, але нерідко їх спостерігають на сусідньому материку. Цей колір пов'язаний з генетичною мутацією, отже, ці білі тварини не альбіноси. Решта, як і всі американські чорні ведмеді, змінного кольору хутра, який може варіюватися від червонувато-коричневого до чорного. Кермодський ведмідь був захищений від полювання з 1994 року.